# Madita
Edita Malovčić (rođena 21. siječnja 1978.) austrijska je pjevačica i glumica bosanskog porijekla, poznata pod umjetničkim imenom Madita. Maditina glazba je u rasponu od synthpopa preko R'&'B-a do jazza.

## Rani život
Edita Malovčić je rođena u Beču, kao kći bosanskog folk pjevača Kemala Malovčića i njegove prve žene. Madita je izjavila da dugi niz godina nije bila u kontaktu s ocem, te da "nema dobrih sjećanja" o njemu.

## Karijera

### Glumačka karijera
Studirala je muzikologiju i pohađala privatne satove glume. 1999. godine je glumila u austrijskom filmu Nordrand koji je osvojio brojne nagrade. Tema filma bio je rat u Bosni i Hercegovini. Nakon prvog uspjeha igrala je u mnogim filmovima, kao što su: Berlin Is In Germany (2001.), Kaltfront (2003.), Želary (2003.) i Vier Minuten (2006.). Glumila je i likove u TV serijama: SOKO Kitzbühel, Inspector Rex i Medicopter 117.

### Glazbena karijera
Prvi put se okušala kao pjevačica 2002. godine, kada je pjevala za duo dZihan & Kamien, za njihov album Gran Riserva. Njen prvi samostalni album Madita objavljen je 2005. godine, te je u iTunes Music Storeu, dospio na 3 mjesto "Elektronske liste albuma". U mjesecima poslije dosegla je mnoge ljestvice i u drugim zemljama. Njezin najveći "uspjeh u preuzimanju" bio je dostizanje broja 1 na ljestvici UK World Music iTunes. 2007. godine pjesma "Ceylon" s ovog albuma predstavljena je u epizodi Damages.
2008. godine izdala je svoj drugi album Too u Austriji. Album je objavljen u SAD-u 28. ožujka. Dvije godine kasnije, Madita je objavila "Flavors", album s devet pjesama s pet prethodno neobjavljenih pjesama i četiri remiksirane pjesme. Album je u trajanju 50 minuta, a objavljen je u izdavačkoj kući Gran Depot Music. Album je također bio dio veće zbirke pod nazivom "Madita Deluxe" koja je sadrži većinu Maditinih objavljenih i novih pjesama.

## Osobni život
Madita ima sina (rođenog 2003.godine).

## Filmografija
- 1999: Nordrand - Tamara
- 2000: Misteriji diska
- 2001: Berlin je u Njemačkoj - Ludmila
- 2003: Kaltfront - Sandra
- 2003: Želary - Marie
- 2005: Nur für Mozart
- 2006: Četiri minute - Traude - jung
- 2008: Der Knochenmann
- 2009: Čovjek od kostiju - Anna
- 2009: Zweiohrküken - Marie
- 2013: Ledenik krvi - Tanja
- 2014: Laži s kojima spavaš
- 2020: Quo Vadis, Aida? - Vesna

TV serije
- 2000: Medicopter 117 ; Inspektor Rex ; Julia - Eine ungewöhnliche Frau ; Der Briefbomber
- 2001: Der Ermittler ; Medicopter 117 ; SOKO Kitzbühel ; Inspektor Rex
- 2002: Inspektor Rolle ; Inspektor Rex ; Medicopter 117
- 2004: Ein starkes Tim : "Zahn der Zeit" ; Ein starkes tim : "Sippenhaft"
- 2005: Tatort : "Schneetreiben" ; Ein starkes tim : "Zahn um Zahn"
- 2006: Zodijak
- 2007: Tatort : "Der Finger"
- 2015: Altes Geld
- 2016: Tatort : "Im gelobten Land"

## Diskografija
- Madita (2005.)[7]
- Previše (2008.)[8]
- Pacemaker (2010.)[9]
- Madita Deluxe (2012.)[10]
- Okusi (2012.)[11]

## Vanjske poveznice
- Službena stranica